# Gunnera morae
Gunnera morae là một loài thực vật có hoa trong họ Dương nhị tiên. Loài này được Wanntorp & Klack. mô tả khoa học đầu tiên năm 2006.